# Mont Helena
Le mont Helena est un sommet du massif des Aspres, dans le département français des Pyrénées-Orientales.

## Toponymie
Cette montagne est nommée Ste-Hélène sur la carte de Cassini, Mont Ste-Hélène sur les cartes IGN des années 1950, Mont Hélène par le BRGM, avec un curieux Ste Melette sur la carte d'état-major au XIXe siècle. Les cartes récentes de l'IGN utilisent Mont Helena.
Il n'existe aucune mention ancienne du mont dans les textes, ce qui rend son étymologie difficile à cerner. Deux hypothèses sont à privilégier : soit le nom de femme Helena (Hélène, d'origine grecque) soit le nom d'homme latin Allenius. Les deux ont donné des noms semblables dans la région.

## Géographie

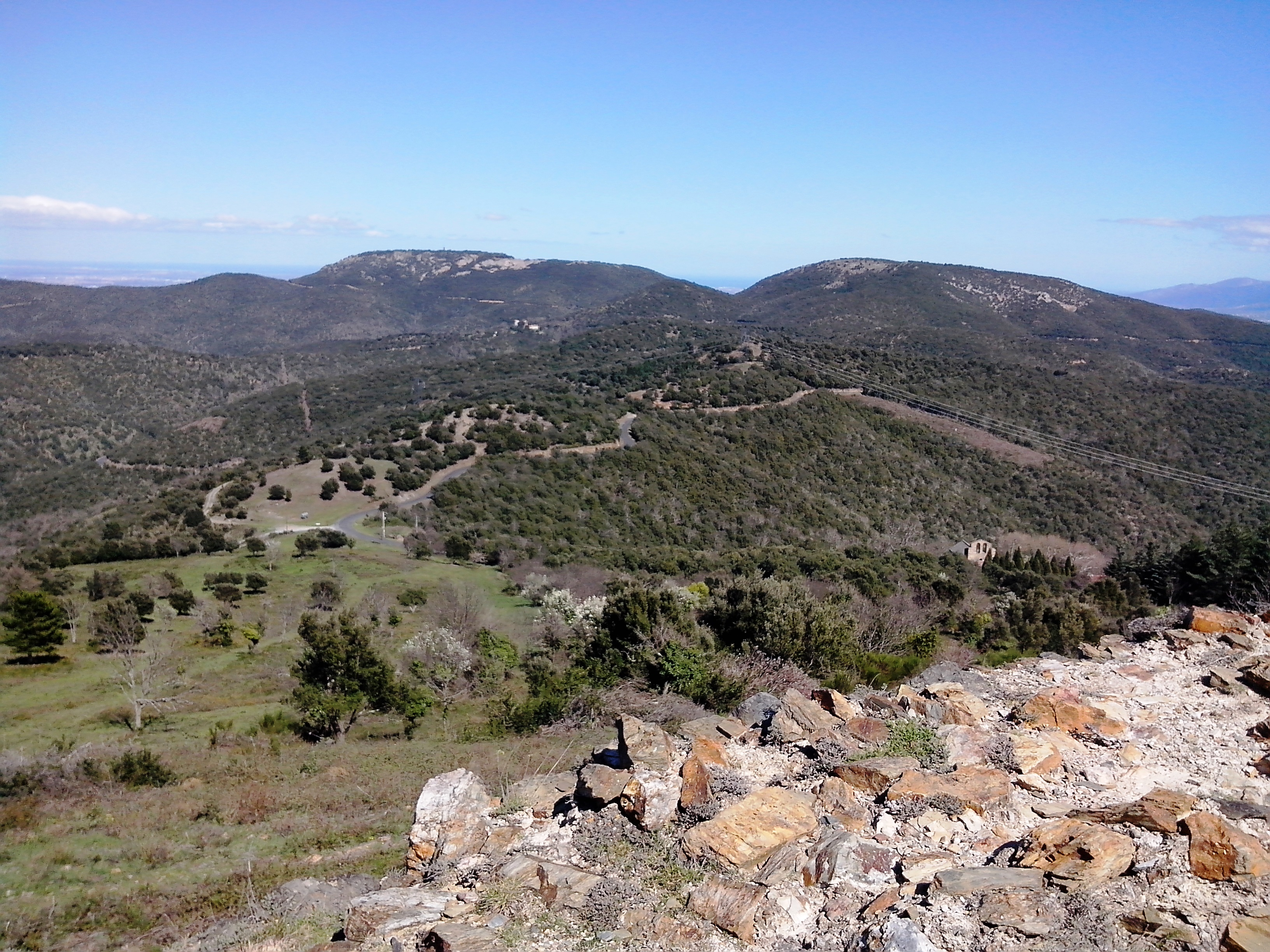
Le mont Helena vu de l'ouest, depuis le château de Belpuig.

Le mont Helena est situé au cœur du massif des Aspres, dans les contreforts orientaux des Pyrénées. Il marque la limite entre les communes de Caixas et Prunet-et-Belpuig. Il culmine à  774 m d'altitude.
Le plateau sommital est un affleurement de calcaires et de marbres du Dévonien moyen et inférieur, situé au-dessus de pentes taillées dans des schistes de l'Ordovicien,.

## Présence humaine

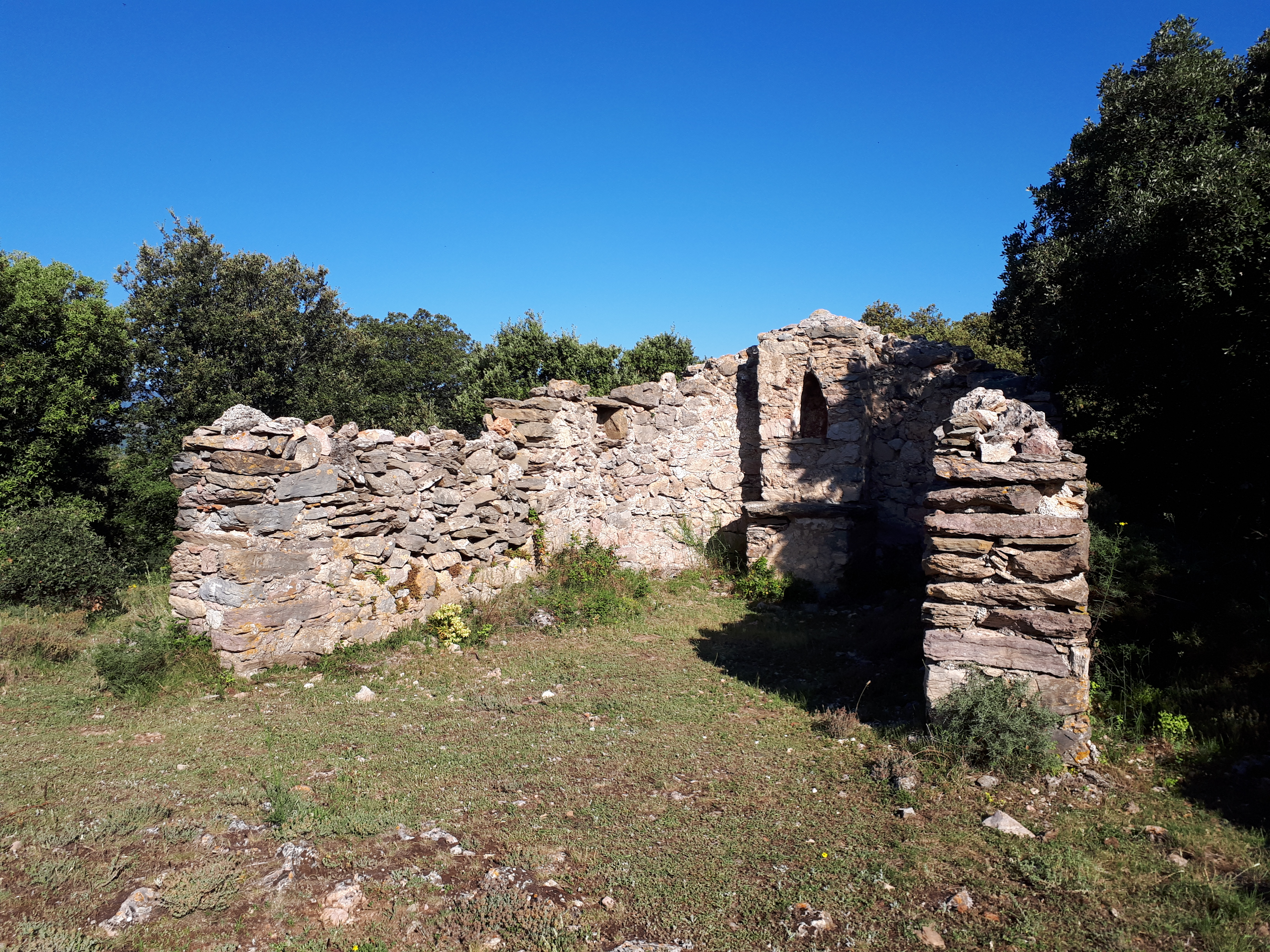
Ruines de la chapelle.

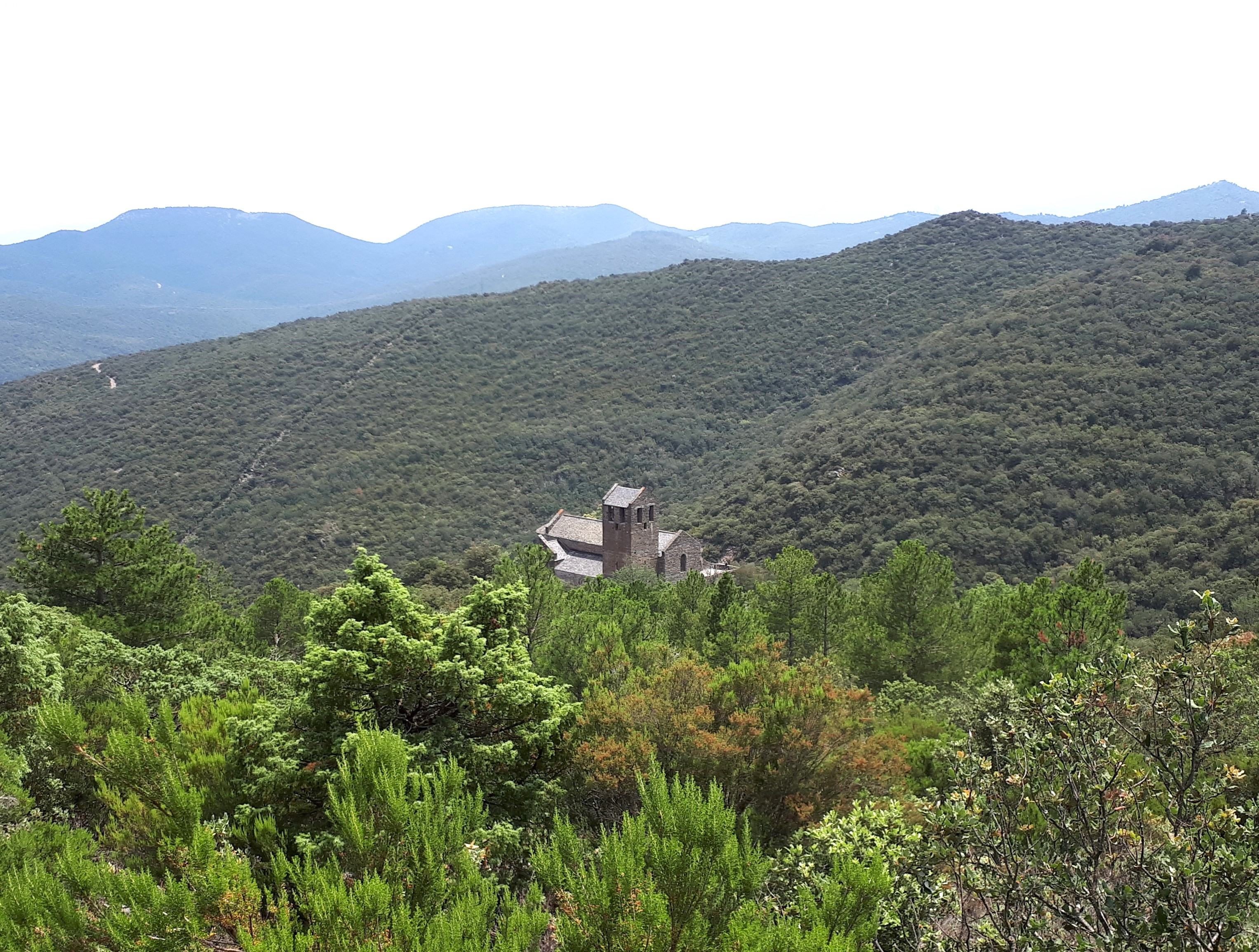
Vue vers le mont Helena (au loin, à gauche), depuis le prieuré de Serrabona.

Son sommet, équipé d'une vigie et d'un pylône et près duquel se trouvent les ruines d'une chapelle, est accessible par une piste. Les activités humaines y sont rares, ce qui menace peu les espèces sauvages qui y vivent.

## Paléontologie
En mai 1981, dans une fissure karstique du mont Helena fut découvert un gisement pliocène. Les fouilles ont exhumé quinze espèces de rongeurs, dont Occitanomys montheleni, nommée d'après ce site.

## Écologie
Les parties les plus élevées du mont et ses flancs orientaux sont protégés par la ZNIEFF, « massifs du mont Hélène et du Montner ». Il s'agit de milieux ouverts ou semi-ouverts dont les espèces déterminantes sont le Faucon pèlerin (espèce protégée) et, pour les plantes, l'Andryale de Raguse, le Buplèvre de Toulon (sous-espèce de Bupleurum ranunculoides), l'Épipactis à petites fleurs, le Velar du Nevada, la Laitue délicate et la Silène des prés.
En plus des espèces mentionnées pour la ZNIEFF, Inula helenioides a été découverte sur le mont Helena en 2018.

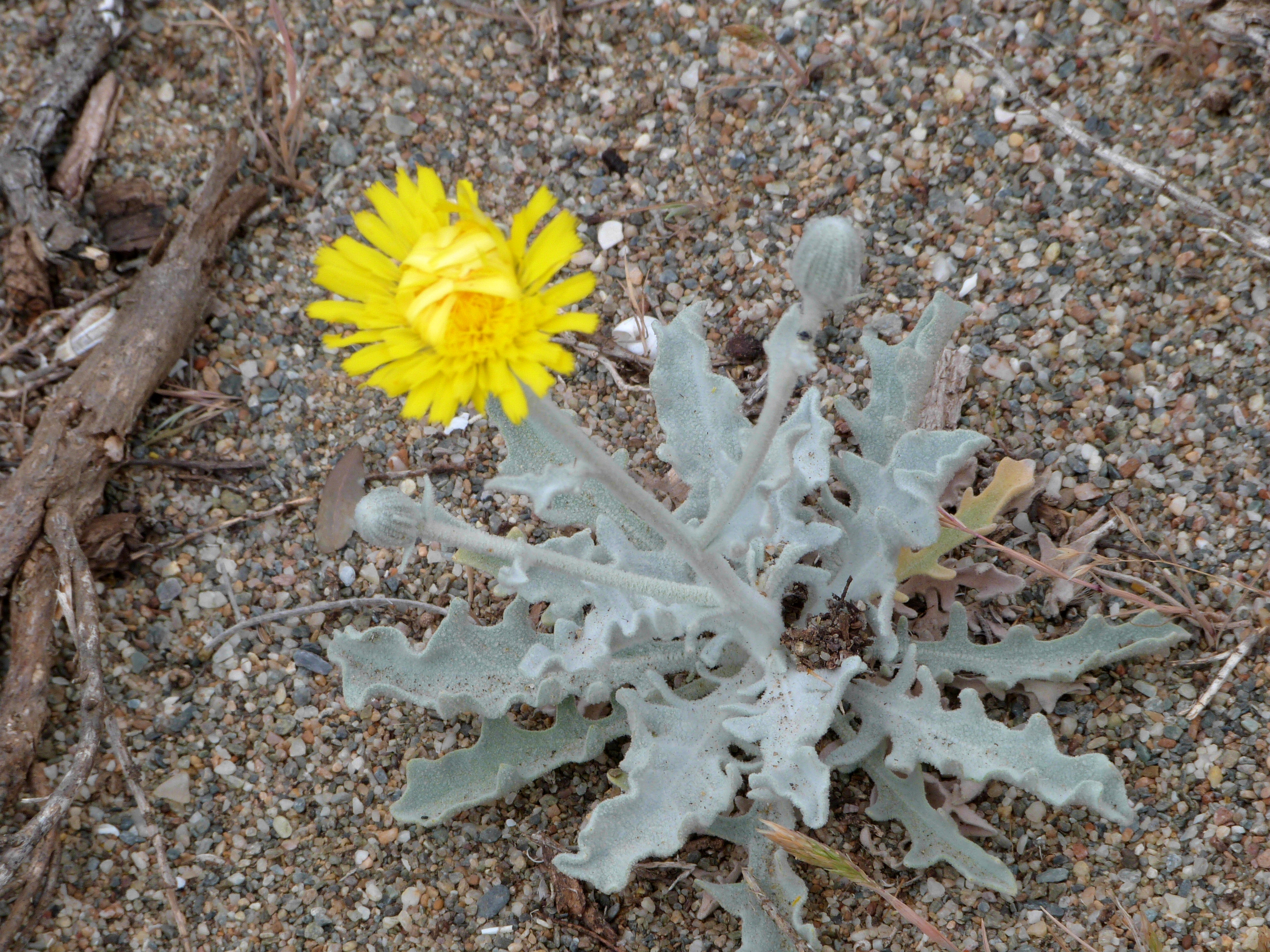
Andryale de Raguse.
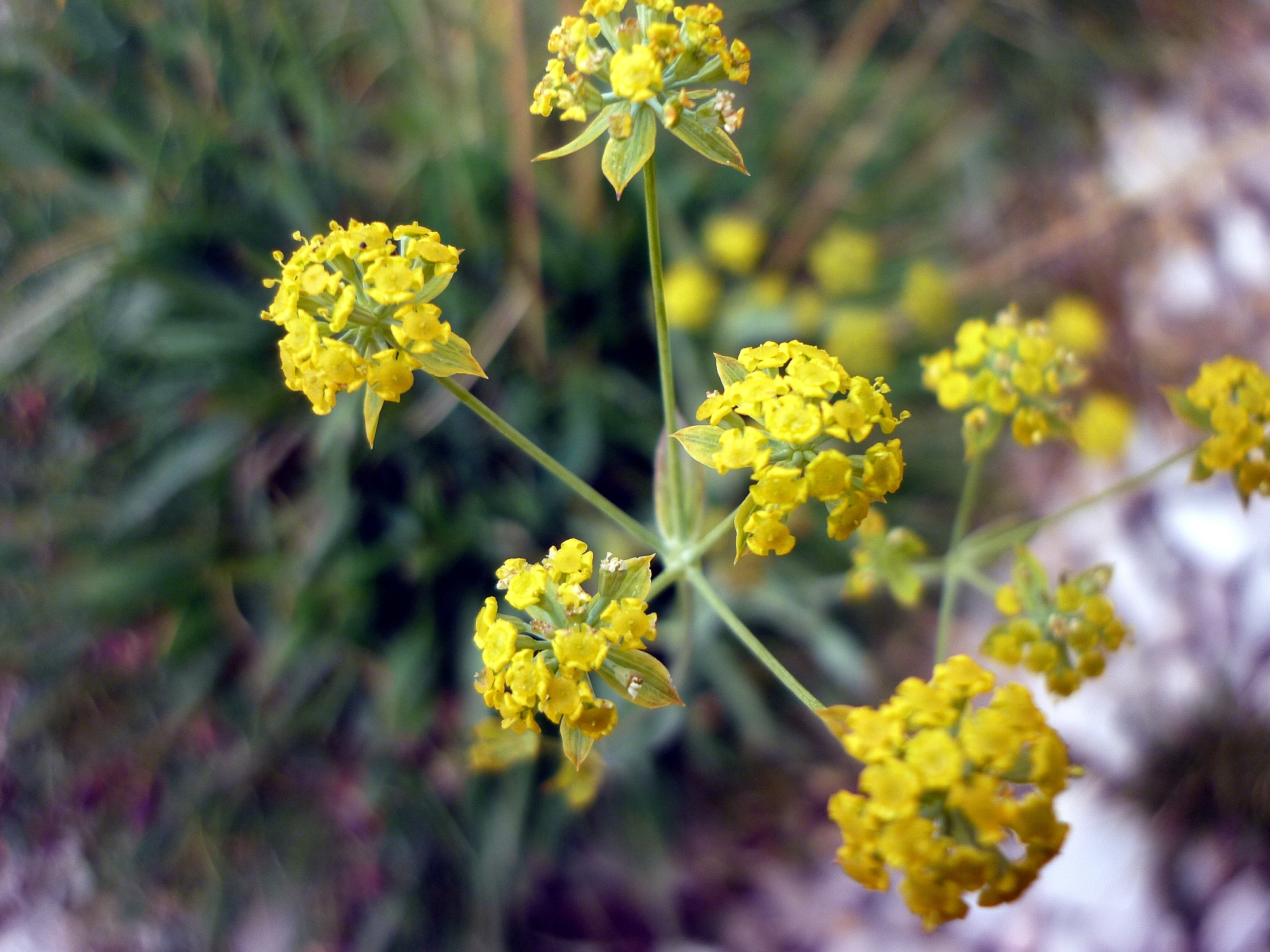
Bupleurum ranunculoides.
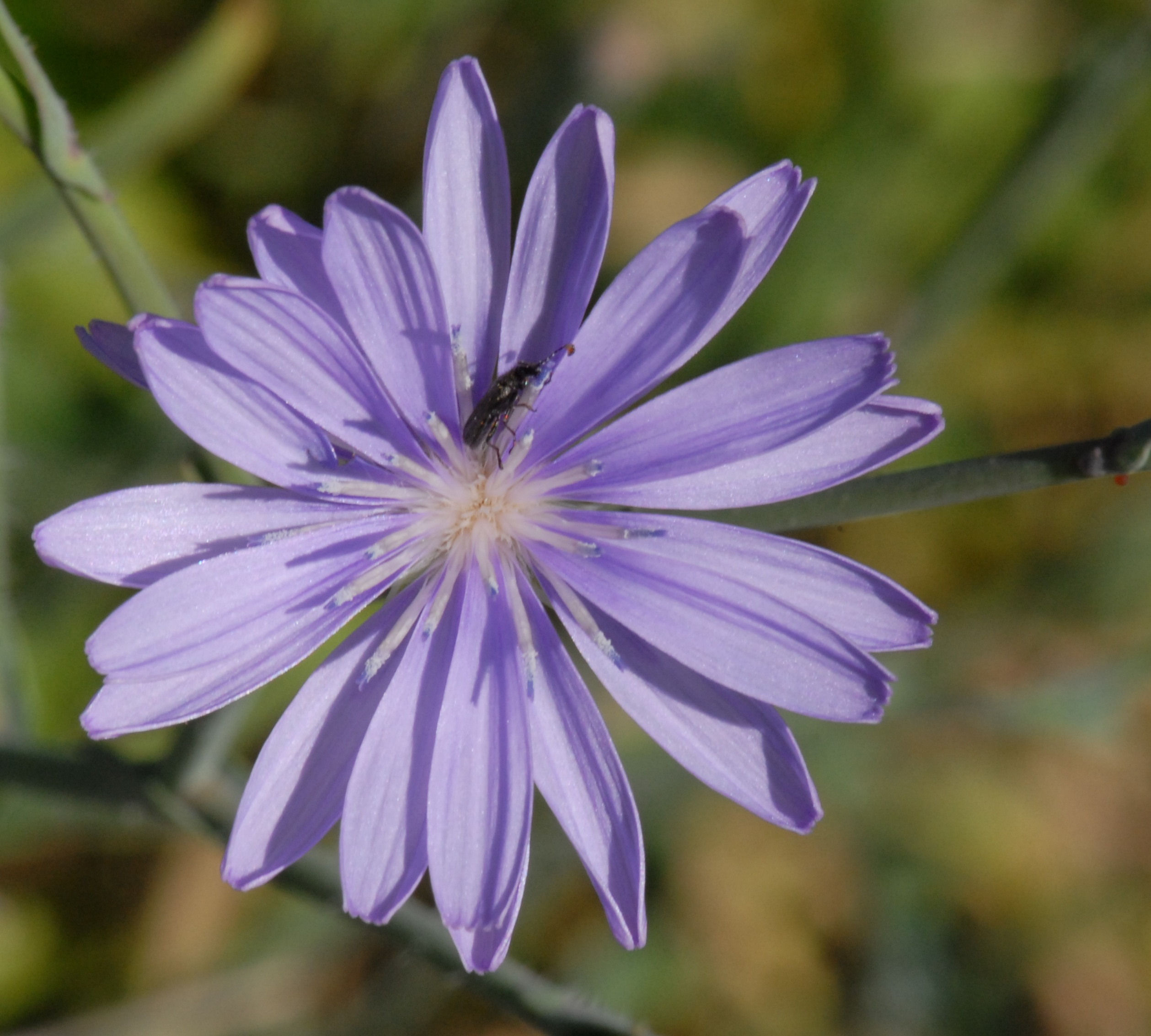
Laitue délicate.